# Prins Hendrikkade 600
Prins Hendrikkade 600 te Amsterdam is een gebouw aan de Prins Hendrikkade te Amsterdam.
Hier werd in 1996 een paviljoen naar ontwerp van Renzo Piano gebouwd om uitzicht te verschaffen op diens creatie NEMO Science Museum. Het gebouw staat op de kade van het Oosterdok, daar waar de Schippersgracht uitmondt. Toen dat paviljoen een herbestemming moest ondergaan en het Architectuurcentrum Amsterdam (ARCAM), gevestigd in het gebouw van de Academie van Bouwkunst aan het Waterlooplein, een grotere ruimte nodig had, was de keus snel gemaakt. Het deels nieuwe gebouw moest aan een aantal eisen voldoen:
- het nieuwe gebouw moest om het oude gebouw voltooid worden; gevels verdwenen maar vloeren en kolommen bleven
- kijkend vanuit het Scheepvaartmuseum moest het de gevelwand van de Prins Hendrikkade niet verstoren (zo werd gekozen voor een lagere gevel aan de waterkant en een hogere gevel aan de straatkant)
- ook andersom kijkend vanaf de Prins Hendrikkade moest een gesloten gevel te zien zijn
- men wenste een gebouw als een monoliet; geen of weinig uitbouwsels.

Architect René van Zuuk kwam vervolgens met een gebouw dat aan alle eisen probeerde te voldoen. Het kent drie verdiepingen gezet op een plattegrond in de vorm van een trapezium, waarvan een stuk is afgesneden. Om de drie bouwlagen is een constructie van doorlopend Kalzip (aluminium en zink) gevouwen (dak en wanden lopen in elkaar over), die een groot deel van de gevels bedenkt. Aan de waterzijde is echter een gevel opgetrokken van glas in metalen profielen; aan de straatzijde een het uiteinde van Kalzip-gevel en glas. Die glazen geveldelen laten naar binnenkijkend de interne organisatie zien, die verdeeld is over vides rondom een centrale kern met trap, lift en toiletblokken. Ook binnen het gebouw wisselen ronde en hoekige delen elkaar af.
Het kleinschalige gebouw werd in opdracht van de Stedelijke Woningdienst Amsterdam in 2003 opgeleverd, waarna de officiële opening op 24 oktober 2003 geopend werd. Er was toen vier jaar aan gewerkt. Eerste tentoonstelling heette toepasselijk Wegens verbouwing geopend.
In de voorgevel bevindt zich een kleine uitleg, waarbij de architect aangeeft dat het gebouw een mengeling van architectuur en versiering is.

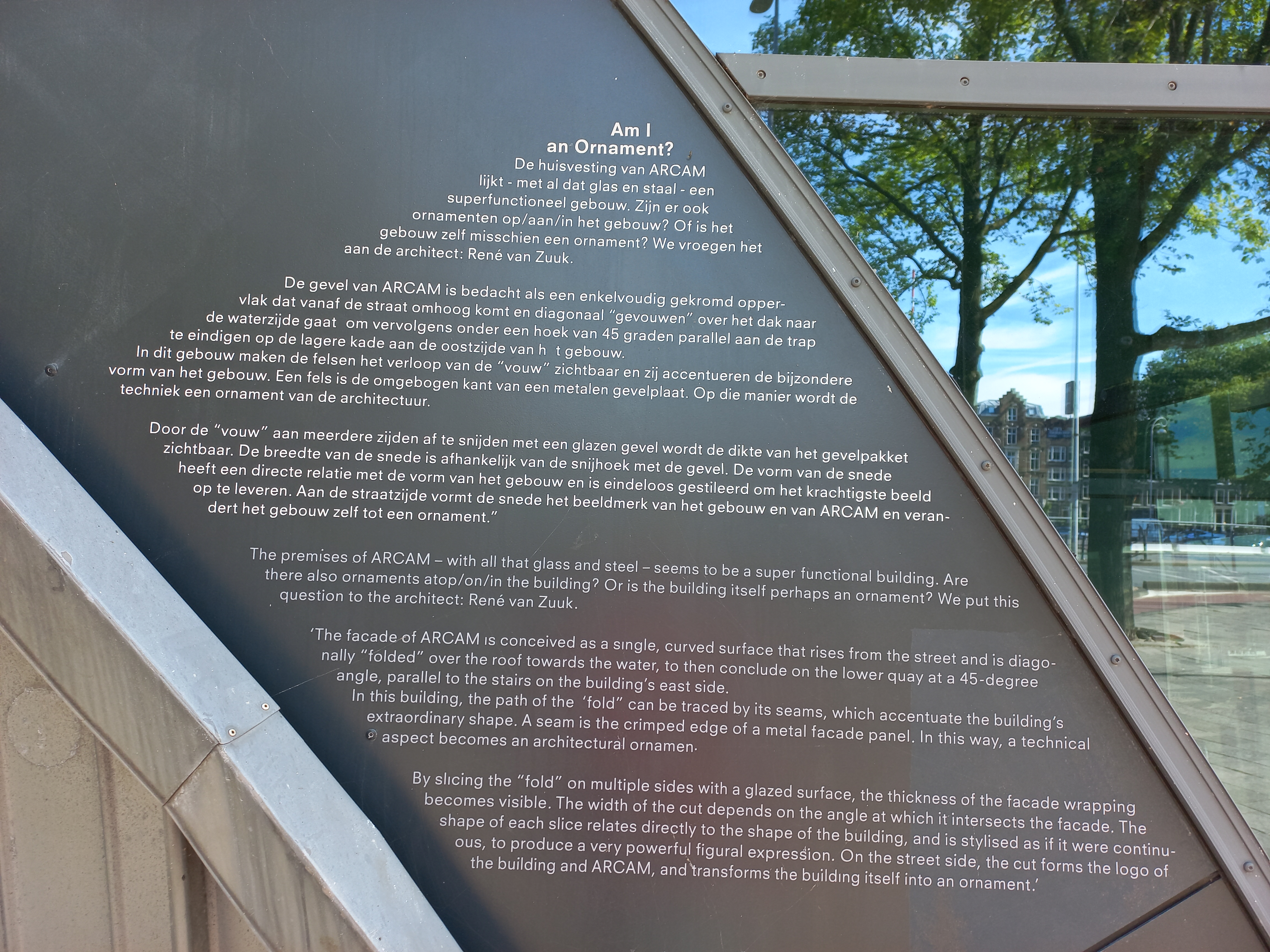
Tekst van Van Zuuk (juli 2022)